# Mariner 9

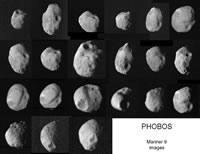
Fobos des de la Mariner 9

La Mariner 9 fou una missió espacial no tripulada de la NASA, dins el programa Mariner, amb l'objectiu d'explorar el planeta Mart. Fou llançada el 30 de maig de 1971 i arribà al planeta el 14 de novembre d'aquell mateix any. A diferència de les seves predecessores, la Mariner 9 no realitzà un flyby o sobrevol, sinó que entrà en òrbita al voltant de Mart, convertint-se així en la primera sonda espacial en orbitar un altre planeta. Després de diversos mesos de tempestes de pols, aconseguí registrar nombroses imatges detallades de la superfície planetària.

## Objectius i resultats científics
La Mariner 9 fou dissenyada per prosseguir els estudis atmosfèrics de les Mariner 6 i Mariner 7 i per cartografiar més del 70% de la superfície marciana des de baixa altura (1.500 km) i amb la màxima resolució possible (fins a 1 km per píxel). La sonda també transportava un radiòmetre infraroig per detectar fonts de calor indicatives d'activitat volcànica. També es va considerar la possibilitat d'estudiar les dues llunes de Mart, Fobos i Deimos.
Quan la Mariner 9 arribà a Mart la superfície estava oculta a causa de tempestes de pols, de manera que des de la Terra s'ordenà a la sonda que retardés l'adquisició d'imatges fins que la tempesta hagués passat. Després de 349 dies en òrbita, la Mariner 9 transmeté 7.329 imatges, que cobrien més del 80% de la superfície del planeta. Les imatges, les millors obtingudes fins a la data, revelaren llits fluvials, cràters, volcans apagats (com l'Olympus Mons, el més gran del sistema solar), canyons (com el Valles Marineris), evidència d'erosió eòlica i fluvial i altres dades, També fotografià Fobos i Deimos. El gran sistema de canyons anomenat Valles Marineris rep el seu nom de la Mariner 9.